# Felice Accame
Felice Accame (Varèse, 1945) est un essayiste et un animateur radio italien.

## Œuvres
- Transazioni minori nel commercio dell'ideologia, 1988.
- L'analisi della partita di calcio, Rome , 1992.
- L'individuazione e la designazione dell'attività mentale, Rome, 1994.
- Pratica del linguaggio e tecnica della comunicazione, 1996.
- Scienza, storia, racconto e notizia, 1996.
- Dire e condire. Scampoli di ideologia nel linguaggio e nella comunicazione, 1999.
- La funzione ideologica delle teorie della conoscenza, Milan, 2002.
- Antologia critica del sistema delle stelle, Rome, 2006.
- Le metafore della complementarità, Rome, 2006.
- L'anomalia del genio e le teorie del comico, Palerme, 2008.

## Source de la traduction
- (it) Cet article est partiellement ou en totalité issu de l’article de Wikipédia en italien intitulé « Felice Accame » (voir la liste des auteurs).